# Single Collection Vol. 2
Single Collection Vol. 2 la seconda raccolta della cantante giapponese Utada Hikaru, pubblicato il 24 novembre 2010 in Giappone. L'album è composto da due dischi: il primo contiene tutti i singoli della cantante pubblicati fra il 2004 ed il 2009, mentre il secondo contiene cinque brani inediti, inclusa una cover di Hymne à l'amour di Édith Piaf, ricantata in lingua giapponese su testo della stessa Utada.

## Tracce
CD 1
1. Prisoner of Love
2. Stay Gold
3. Heart Station
4. Kiss & Cry
5. Beautiful World
6. Boku wa Kuma (ぼくはくま)
7. This Is Love
8. Keep Tryin'
9. Passion
10. Be My Last
11. Dareka no Negai ga Kanau Koro (誰かの願いが叶うころ)
12. Beautiful World -PLANiTb Acoustica Mix-

CD 2
1. Arashi no Megami (嵐の女神;)
2. Show Me Love (Not A Dream)
3. Goodbye Happiness
4. Hymne à l'amour ~Ai no Anthem~ (Hymne à l'amour 〜愛のアンセム〜))
5. Can't Wait 'Til Christmas

## Classifiche
| Classifica(2010) | Posizione massima |
| ---------------- | ----------------- |
| Giappone         | 1                 |
| Corea del Sud    | 12                |
| Taiwan           | 6                 |
| Hong Kong        | 1                 |